# 井筒俊司
井筒俊司（日语：／ Izutsu Shunji，1964年3月26日—），日本自卫队空将，历任航空自卫队西部航空方面队司令官、航空总队司令官、航空幕僚长。

## 荣誉
外国勋章奖章
- 荣誉军团军官勋章（法国，2022年5月25日于东京颁发[1][2]）